# Göran Axel-Nilsson
Göran Axel-Nilsson, född 16 september 1907 i Lund, död 25 april 1999 i Göteborg, var en svensk museiman och konsthistoriker.

## Biografi
Axel-Nilsson avlade studentexamen vid Hvitfeldtska läroverket i Göteborg 1927. Han återvände därefter till Lund för studier i konsthistoria och nordisk arkeologi, och blev filosofie kandidat vid Lunds universitet 1930. Han blev filosofie licentiat 1935 och disputerade 1950 för filosofie doktorsgrad i konsthistoria. År 1931 fick han en tjänst som amanuens vid Stockholms stadsmuseum, vilken han innehade i 15 år. Han var intendent och museichef på Röhsska konstslöjdmuseet i Göteborg 1945–1972 samt inspektor vid Konstindustriskolan i Göteborg 1956–1972.
Axel-Nilsson var ledamot av Kungliga Vetenskaps- och Vitterhetssamhället i Göteborg (1963), Svenska museimannaföreningen, Sällskapet Gnistan, Samfundet SHT samt hedersledamot av Röhsska Museets vänner; riddare av Vasaorden och kommendör av Nordstjärneorden samt Commendeur des Palmes academiques.
Axel-Nilsson utgav ett flertal skrifter i ämnena konsthistoria, kulturhistoria, konsthantverk, Stockholm, Gunnebo slott, palatset Makalös och Erik Dahlbergh med flera. Som exempel kan nämnas Från Tull till Tull (Stockholm 1945 under pseudonymen Mårten Holk), Dekorativ stenhuggarkonst i yngre vasastil (gradualavhandling, Lund 1950); Hiawatha - Några indiansånger efter H. W. Longfellow i översättning (Göteborg 1965) och Thesaurus Cathedralis - Domkyrkoskatten i Lunds domkyrka (Göteborg 1988).
Som museichef ansvarade Axel-Nilsson för renoveringsarbeten vid Gunnebo slott samt vid Börsen Chalmersska huset, Dicksonska palatset och Wernerska villan i Göteborg.

## Familj
Göran Axel-Nilsson var son till museimannen Axel Nilsson (1875–1924) och Berta Nilsson, född Cavallin (1875–1938). Han gifte sig 1933 med Hélène Lundberg (1904–1988), född i Marseille som dotter till redaktör Hjalmar Lundberg och Louise Mauriès. Deras äldste son, Christian Axel-Nilsson, blev liksom fadern och farfadern museichef på Röhsska 1986. Makarna Axel-Nilsson är begravda på Förslövs kyrkogård.

## Utmärkelser
- Kommendör av Nordstjärneorden, 11 november 1972.[4]